# Onthophagus gidju
Onthophagus gidju är en skalbaggsart som beskrevs av Matthews 1972. Onthophagus gidju ingår i släktet Onthophagus och familjen bladhorningar. Inga underarter finns listade i Catalogue of Life.